# Пьюдипай
Пьюдипа́й (англ. PewDiePie [ˈpjuːdiːpaɪ]; настоящее имя — Фе́ликс А́рвид Ульф Че́льберг (швед. Felix Arvid Ulf Kjellberg МФА: [ˈfěːlɪks ˈǎrːvɪd ɵlf ˈɕɛ̂lːbærj]о файле); род. 24 октября 1989, Гётеборг, Швеция) — шведский англоязычный видеоблогер, летсплейщик, деятель шоу-бизнеса, актёр и музыкант. Создатель одноимённого YouTube-канала «PewDiePie». C 14 августа 2013 года по 15 апреля 2019 года имел наибольшее количество подписчиков на видеохостинге YouTube. Согласно Forbes, его доход на 2018 год составил около 15,5 млн долларов.

## Ранние годы
Феликс Арвид Ульф Чельберг родился 24 октября 1989 года в Гётеборге (Швеция). Его мать работала IT-директором в организации KappAhl, а отец — исполнительным директором другой компании.
В 2008 году окончил Высшую школу Гётеборга (швед. Göteborgs Högre Samskola). Затем поступил в Технический университет Чалмерса (швед. Chalmers tekniska högskola), но бросил учёбу в 2011 году: по словам видеоблогера, она не нравилась ему и была скучна.

## Карьера на YouTube

### История
Феликс Чельберг создал свой канал на YouTube с названием «PewDiePie» 29 апреля 2010 года. На начальных этапах развитие его канала протекало медленно. Как вспоминает сам Чельберг, в своих первых видео он стеснялся даже говорить, а привык к новому увлечению благодаря поддержке зрителей. Ведение видеоблога в этот период Феликс совмещал с работой официантом в ресторане быстрого питания и юнгой на туристической лодке, а также продажей своих Photoshop-работ.
Быстрый рост канала начался в 2012 году. Так, 10 июля на нём был 1 млн подписчиков, а к сентябрю того же года их количество удвоилось.
В феврале 2012 года Феликс принял участие в онлайн-соревновании «Король Сети» (англ. King of the Web). Его первая попытка обернулась неудачей, однако вскоре после голосования с 1 по 15 февраля Чельберг всё-таки стал «игровым королём Сети» (англ. Gaming King of the Web). По итогам следующего голосования он снова победил и перечислил все выигранные деньги на счёт Всемирного фонда дикой природы.
В июне 2012 года Чельберг выступил с речью на Nonick Conference. В октябре 2012 года OpenSlate присвоила каналу PewDiePie первое место среди всех каналов на YouTube.
В апреле 2013 года канал Феликса вырос до 6 млн подписчиков, о чём сообщила The New York Times.
В мае 2013 на конкурсе Starcount Social Stars Awards Чельберг, обойдя знаменитости вроде Дженны Марблс, Smosh и Тоби Тёрнера, победил в номинации «Популярнейшее шоу в соцсети» (англ. Most Popular Social Show), а также — в номинации «Шведская звезда соцсетей» (Swedish Social Star Award). Во время трансляции шоу он представлял участников номинации «Популярнейшая игра» (англ. Most Popular Game).
В 2012 и 2013 годах канал PewDiePie был самым быстрорастущим на YouTube, а 15 августа 2013 года, обогнав американский дуэт Smosh, вышел по количеству подписчиков на первое место.
В сентябре 2013 года Феликса наградили сертификатом Книги рекордов Гиннесса за самое большое количество подписчиков, о чём он сообщил в своём видеоблоге.
В мае 2014 года канал Чельберга вырос до 27 млн подписчиков, а в июне этого же года — до 28 млн. Уже 25 июля 2014 года количество подписок превысило 29 миллионов, а спустя 4 дня (29 июля) на канал подписалось ещё 75 тыс. пользователей. До 26 декабря 2018 года больше всего просмотров на канале имело видео A Funny Montage (более 93 млн просмотров); позже его сместило bitch lasagna (на апрель 2025 года — более 324 млн просмотров).
8 декабря 2016 года канал PewDiePie набрал 50 миллионов подписчиков. Незадолго до этого Феликс написал в «Твиттере», что по достижении такого юбилея удалит канал, однако заявление оказалось несерьёзным: блогер выпустил видео, в котором удалил свой второй, шуточный аккаунт со всего несколькими миллионами подписчиков. Через несколько дней после достижения 50 миллионов подписчиков Пьюдипай стал первым, кто получил «рубиновую кнопку».
20 января 2018 года канал PewDiePie преодолел отметку в 60 миллионов подписчиков. Интервал между 50 и 60 миллионами составил 408 дней (1 год 1 месяц 13 дней). 10 ноября 2018 года — 70 миллионов подписчиков; интервал между 60 и 70 миллионами составил 294 дня (9 месяцев 24 дня). 8 декабря 2018 года — 75 миллионов подписчиков; интервал между 70 и 75 миллионами составил всего 28 дней (4 недели).
С середины апреля 2019 года канал насчитывает более 95 миллионов подписчиков.
25 августа 2019 года канал преодолел отметку в 100 миллионов подписчиков, став вторым каналом на YouTube, а также первым каналом, который принадлежит индивидуальному автору, достигший данного числа. Также Феликсу была вручена красная бриллиантовая кнопка.
29 апреля 2021 года канал преодолел отметку в 110 миллионов подписчиков.
14 декабря 2021 года канал преодолел отметку в 111 миллионов подписчиков, затем это число по YouTube API не обновлялось в течение почти трёх лет, пока 21 октября 2024 года оно не упало ниже этой отметки.

### PewDiePie vs T-Series
Летом 2018 года люди начали обращать внимание на некий индийский канал T-Series, который набирал огромное количество подписчиков в день (в среднем 120 000—160 000 в день). Сначала особого шума по этому поводу не было, хотя уже многие знали про быстрорастущий канал. В начале сентября PewDiePie снял видеоролик «МОЯ ЕДИНСТВЕННАЯ НАДЕЖДА ОСТАНОВИТЬ T SERIES…». Началась гонка по подписчикам, и у PewDiePie появился риск потерять титул «самого подписываемого ютубера».
5 октября 2018 года Пьюдипай выпустил клип на песню «Bitch Lasagna», который посвятил начавшейся борьбе за первенство на сайте.
15 марта 2019 года во время стрельбы в мечети Крайстчерча, Новая Зеландия, где произошло одно из самых массовых убийств в истории страны, перед входом в мечеть террорист сделал паузу, чтобы поддержать звезду YouTube в видео словами: «Помните, ребята, подписывайтесь на PewDiePie». Это событие сильно ударило по репутации Феликса, из-за чего рост подписчиков убавился.
В течение февраля-марта 2019 года каналы Пьюдипай и T-Series многократно сменяли друг друга в первой строчке по количеству подписчиков; порой лидер менялся дважды в течение нескольких минут. Впервые Пьюдипай уступил лидерство в ночь с 22 на 23 февраля 2019 года, когда YouTube списал Феликсу около 20 тысяч подписчиков, после чего T-Series в течение 8 минут удерживал лидерство на сайте, но затем PewDiePie обогнал индийский канал. В конце концов, 14 апреля 2019 года Пьюдипай уступил первое место T-Series. Индийский канал удерживал первенство до 2 июня 2024 года, пока не уступил место каналу MrBeast.

### Обвинения в антисемитизме
В январе 2017 года был обвинён в антисемитизме. Fiverr заблокировал аккаунт, несмотря на извинения PewDiePie. Несколько недель спустя The Wall Street Journal сообщил, что с августа 2016 года PewDiePie использовал антисемитские шутки или нацистские образы в девяти видео. 13 февраля 2017 Maker Studios разорвала контракт с PewDiePie. Google исключил Чельберга из программы Google Preferred, позволяющей популярным YouTube-блогерам зарабатывать на рекламе больше денег, а также отменил Scare PewDiePie на YouTube Red.
Сам PewDiePie отвергает обвинения со стороны СМИ, считая что обвинения основаны на вырванных из контекста фрагментах ролика, а СМИ в частности используют его для своей популяризации.

### Формат канала
Канал Чельберга на YouTube в основном состоит из прохождений различных видеоигр, которые сопровождались сначала его закадровым голосом, а с марта 2011 года большинство роликов PewDiePie содержат запись с его видеокамеры.
Феликс специализировался на хоррор- и экшн-играх. Одной из первых игр, прохождение которой он записал, стала Amnesia: The Dark Descent. Сейчас его канал перешёл на более развлекательный формат, нежели игровой.
Его канал также содействует разработчикам инди-игр, благодаря чему к игре, включённой в прохождение, значительно повышается интерес. Одной из наиболее популярных игр такого рода можно назвать инди-игру Happy Wheels, благодаря которой он также обрёл большую популярность.
Со 2 сентября 2011 года Чельберг начал загружать на канал еженедельные видеоблоги, такие как «Fridays With PewDiePie» (рус. Пятницы с PewDiePie) или другие, описывающие путешествия в разные города.

### Появления в других работах
Хотя в большей части видео с канала PewDiePie он появляется один, при прохождении многопользовательских игр ему помогают другие пользователи YouTube: Cinnamontoastken (Ken), Cryaotic (Cry), TheRPGMinx (Minx) и др. Чельберг несколько раз участвовал в видео комик-дуэта Smosh, которые они выкладывают на своём канале видеоигр SmoshGames.
Чельберг также принял участие в финальной серии второго сезона популярного веб-шоу Epic Rap Battles of History, где предстал в образе Михаила Барышникова, и в шоу Your Grammar Sucks, созданном JacksFilms. Отрывки его разнообразных видео появлялись в музыкальных нарезках, созданных Джо Пенной, наиболее известным под псевдонимом MysteryGuitarMan. Также было анонсировано, что Чельберг будет приглашённым судьёй во втором сезоне веб-шоу Internet Icon.
Чельберг сыграл небольшое камео в 9-й и 10-й сериях 18-го сезона сериала «Южный парк», которые вышли соответственно 3-го и 10-го декабря 2014 г. на канале Comedy Central.
13 апреля 2015 года стало известно о том, что Феликс создаёт собственную игру совместно со студией Outerminds. Игра носит название «PewDiePie: Legend of the Brofist», за которое проголосовали сами фанаты «ютубера», и разрабатывается для iOS и Android. 29 сентября 2016 года мобильная игра вышла на iOS и Android. Сразу после выхода игра достигла вершины рейтинге самых популярных загрузок сразу в нескольких странах мира. Популярный автор роликов PewDiePie здесь — один из побочных героев, который помогает пользователю.

### Отношение к фанатам

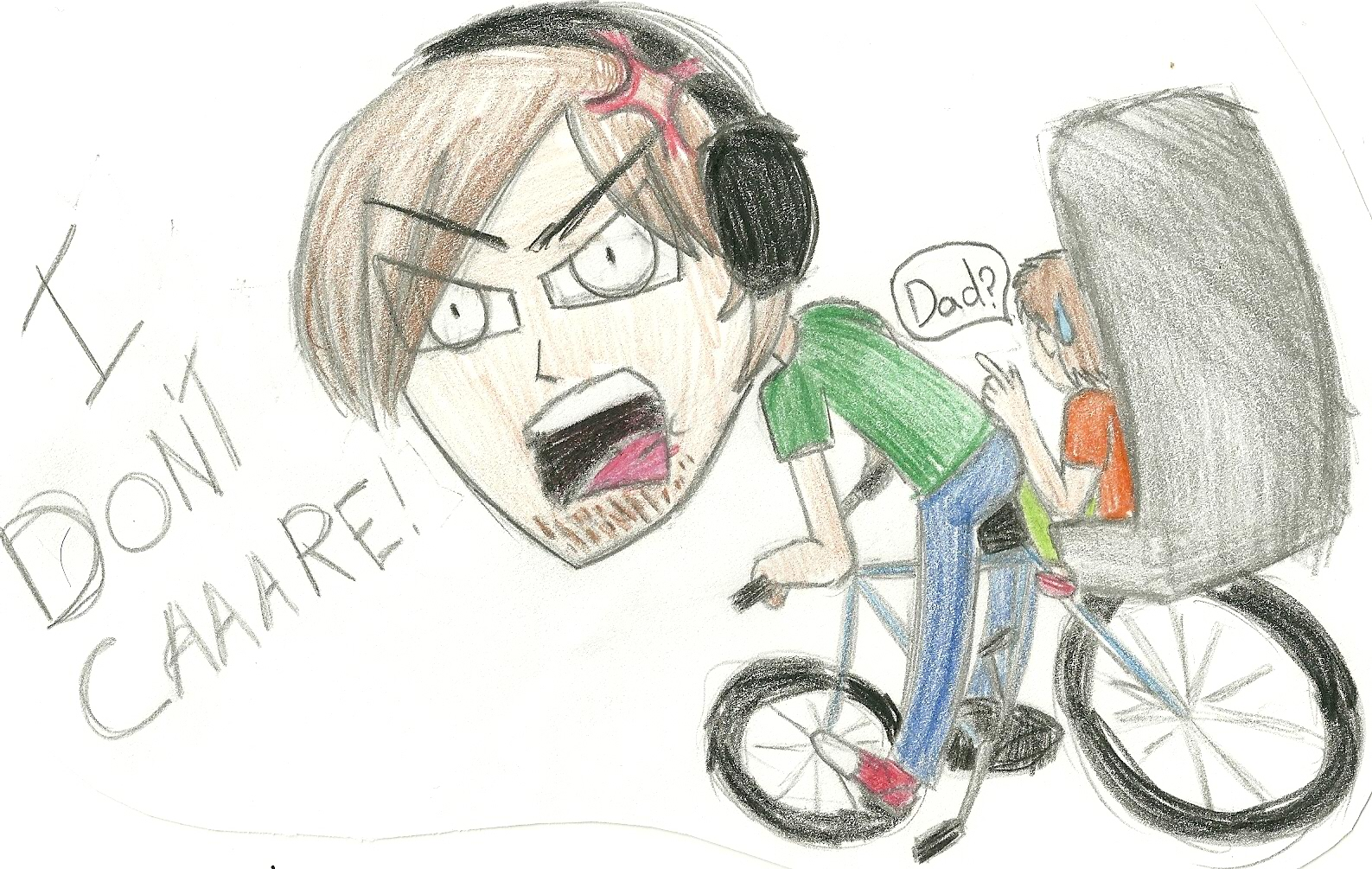
Фан-арт на ПьюДиПая

Своих фанатов Чельберг называет «бро» (англ. bros) или «армией бро» (англ. Bro Army). На Social Star Awards он специально вышел поблагодарить своих фанатов, несмотря на предупреждения охраны, отговаривавшей его от этого. Также фанатов называет «девятилетками» (англ. 9 year olds) или же «девятилетней армией» (англ. 9 year old army).

## Прочая деятельность
Является автором пародии на книги по саморазвитию «Эта книга любит тебя».

## Личная жизнь
Швед по происхождению. Долгое время жил с Марцией Бизоньин (на YouTube известной под ником Marzia) в её родной стране — Италии. В 2013 году Чельберг переехал со своей девушкой в Брайтон (Великобритания) из-за того, что оба желали изучать языки друг друга, но не хотели жить в Лондоне. 27 апреля 2018 года, во время совместного путешествия в Японию, Феликс сделал предложение Марции, а 19 августа 2019 года женился на ней, сыграв свадьбу в Лондоне. В мае 2022 года пара переехала в Японию, а 5 февраля 2023 года стало известно, что они ждут ребёнка. 11 июля 2023 года у Феликса и Марции родился сын, которого пара назвала Бьорном.
Также Чельберг вовлечён в благотворительные работы для Всемирного фонда дикой природы и Детской больницы Святого Иуды Фаддея. В июле 2013 в честь «юбилея» (10 млн подписчиков на его канале) он начал благотворительную акцию, с целью помочь организации charity: water, обеспечивающей бедные страны мира питьевой водой. Он поставил целью вложить в эту кампанию 250 000$, и любой желающий может пожертвовать неограниченное количество денег. К 1 октября 2013 года кампания собрала 450 000 $, и Феликс поблагодарил своих фанатов за вложения в неё.
В мае 2014 года благотворительные кампании Феликса в общей сумме собрали более 1 млн долларов, о чём 4 июня он сообщил в одном из своих видео.
До карьеры на YouTube Чельберг работал на теннисном корте и в гавани в качестве капитана. В свободное время Феликс играет в теннис и гольф, а также занимается парусным спортом.
Любимый персонаж Феликса — Сё Минамимото из NDS-игры The World Ends with You. Чельберг имеет неприязнь к паукам, манекенам и бочкам, а также он утверждает, что страдает трипофобией. Умеет и любит играть на гитаре.

## Фильмография
| Год             | Название                                | Роль                  | Эпизод   | Прим.                              |
| --------------- | --------------------------------------- | --------------------- | -------- | ---------------------------------- |
| 2013            | Epic Rap Battles of History             | Михаил Барышников     | 1        | [ 51 ]                             |
| 2013            | Internet Icon                           | Камео                 | 1        | [ 52 ]                             |
| 2013, 2015      | Smosh Babies                            | Baby Pewds            | 2        | [ 53 ] [ 54 ]                      |
| 2013-2016, 2019 | YouTube Rewind                          | Камео                 | 5        | [ 55 ] [ 56 ] [ 57 ] [ 58 ] [ 59 ] |
| 2014            | Good Mythical Morning                   | Камео                 | 1        | [ 60 ]                             |
| 2014            | asdfmovie                               | Lonely Guy / Magician | 1        | [ 61 ]                             |
| 2014            | Южный Парк                              | Камео                 | 2        | [ 62 ]                             |
| 2015            | Отель Оскара для фантастических существ | Брок                  | 6        | [ 63 ]                             |
| 2015            | Pugatory                                | Эдгар                 | 6        | [ 64 ]                             |
| 2016            | Испугай PewDiePie                       | Камео                 | 10 (Все) | [ 65 ]                             |

## Игрография
| Год  | Игра                             | Тип                         | Платформа                                                     | Разработчик       | Комментарий    | Прим.         |
| ---- | -------------------------------- | --------------------------- | ------------------------------------------------------------- | ----------------- | -------------- | ------------- |
| 2015 | PewDiePie: Legend of the Brofist | Платформер                  | iOS, Android, Windows, macOS                                  | Outerminds Inc.   |                | [ 66 ]        |
| 2016 | PewDiePie’s Tuber Simulator      | Компьютерная игра-симулятор | iOS, Android                                                  | Outerminds Inc.   |                | [ 67 ]        |
| 2017 | Pinstripe                        | Платформер                  | Windows, macOS, Linux, Nintendo Switch                        | Atmos Games       | Голосовая роль | [ 68 ] [ 69 ] |
| 2018 | Animal Super Squad               | Физическая головоломка      | Windows, iOS, macOS, PlayStation 4, Nintendo Switch, Xbox One | Doublemoose Games |                | [ 70 ] [ 71 ] |
| 2019 | PewDiePie’s Pixelings            | Стратегическая игра         | Android, iOS                                                  | Outerminds Inc.   |                | [ 72 ]        |
| 2019 | Poopdie                          | Подземелье                  | Android, iOS                                                  | Bulbware          |                | [ 73 ]        |

## Дискография
| Название                                              | Год  | Высшая позиция в чартах | Высшая позиция в чартах | Высшая позиция в чартах | Высшая позиция в чартах | Ист.   |
| Название                                              | Год  | SWE Heat.               | NZ Hot                  | SCO                     | US Com.                 | Ист.   |
| ----------------------------------------------------- | ---- | ----------------------- | ----------------------- | ----------------------- | ----------------------- | ------ |
| «Bitch Lasagna» (совместно с Party in Backyard)       | 2018 | —                       | —                       | —                       | —                       | [ 78 ] |
| «Rewind Time» (совместно с Party in Backyard)         | 2018 | —                       | —                       | —                       | —                       | [ 79 ] |
| «Congratulations» (совместно с Roomie and Boyinaband) | 2019 | 8                       | 27                      | 77                      | 1                       | [ 80 ] |
| «Mine All Day» (совместно с Party in Backyard)        | 2019 | —                       | —                       | —                       | 3                       | [ 81 ] |
| «Coco»                                                | 2021 | —                       | —                       | —                       | —                       | [ 82 ] |

## Награды и номинации
| Год  | Церемония                    | Категория                                    | Результат | Ист.          |
| ---- | ---------------------------- | -------------------------------------------- | --------- | ------------- |
| 2013 | Starcount Social Star Awards | Самое популярное социальное шоу              | Победа    | [ 83 ] [ 84 ] |
| 2013 | Starcount Social Star Awards | Премия социальной звезды Швеции              | Победа    | [ 85 ]        |
| 2013 | 5-я Shorty Awards            | #Gaming                                      | Победа    | [ 86 ]        |
| 2014 | Teen Choice Awards 2014      | Веб-звезда: Игры                             | Победа    | [ 87 ]        |
| 2014 | 4-я Streamy Awards           | Лучший игровой канал, шоу или сериал         | Номинация | [ 88 ]        |
| 2014 | Golden Joystick Awards 2014  | Игровая личность                             | Победа    | [ 89 ]        |
| 2015 | Teen Choice Awards 2015      | Выбор веб-зведы: Мужчина                     | Номинация | [ 90 ]        |
| 2015 | 5-я Streamy Awards           | Лучший канал от первого лица, шоу или сериал | Номинация | [ 91 ]        |
| 2015 | 5-я Streamy Awards           | Лучший игровой канал, шоу или сериал         | Победа    | [ 91 ]        |
| 2015 | Golden Joystick Awards 2015  | Игровая личность                             | Победа    | [ 92 ]        |
| 2016 | 8th Shorty Awards            | Ютубер года                                  | Номинация | [ 93 ]        |
| 2017 | 43rd People’s Choice Awards  | Любимая звезда ютуба                         | Номинация | [ 94 ]        |
| 2019 | Teen Choice Awards           | Выбор геймера                                | Победа    | [ 95 ]        |